# György Sebestyén
György Sebestyén (* 30. Oktober 1930 in Budapest, Ungarn; † 6. Juni 1990 in Wien) war ein ungarisch-österreichischer Schriftsteller, Hörspiel- und Drehbuchautor.

## Leben
Sebestyén wuchs – wie es damals oftmals der Fall war – zweisprachig in Budapest auf. Seinen ersten Roman veröffentlichte er in ungarischer Sprache. Der studierte Ethnologe flüchtete 1956 nach dem Ungarnaufstand, an dem er aktiv teilgenommen hatte, nach Wien, wo er jahrzehntelang als freier Schriftsteller wirkte und fortan in deutscher Sprache publizierte. 1963 wurde Sebestyén österreichischer Staatsbürger. Von 1988 bis 1990 war er Präsident des österreichischen P.E.N. Clubs. 
György Sebestyén verfasste zahlreiche Bücher, darunter Romane, Novellen, Theaterstücke und Bücher zur Kultur von Wien, Niederösterreich und dem Burgenland sowie ein umfängliches österreichisches Weinlexikon. Er war Herausgeber der vom Land Burgenland finanzierten Kulturzeitschrift Pannonia und des vom Land Niederösterreich herausgegebenen Morgen.

Zitat:
Die mannigfaltig gegliederte Halbinsel, die wir Europa nennen, ist von Besessenen bewohnt.

## Ehrungen und Preise (Auswahl)
- 1975: Franz-Theodor-Csokor-Preis
- 1976: Anton-Wildgans-Preis
- 1987: Goldenes Ehrenzeichen für Verdienste um die Republik Österreich[4]
- 1988: Tibor Dary-Preis (in Ungarn)
- 1989: Peter-Rosegger-Preis des Landes Steiermark

## Werke (Auswahl)
- Die Türen schließen sich, 1957.
- Der Mann im Sattel oder Ein langer Sonntag, 1961.
- Die Schule der Verführung, 1964.
- Flötenspieler und Phantome. Eine Reise durch das Tauwetter, 1965.
- Anatomie eines Sieges. Blitzkrieg um Israel, 1967.
- Unterwegs im Burgenland. Roetzer, Eisenstadt 1973.
- Burgenland, wo sich die Wege kreuzen, 1977.
- Thennberg oder Versuch einer Heimkehr. Roman. Braumüller Literaturverlag, Wien 2010. ISBN 978-3-99200-009-8.
- Albino, 1984.
- Die Werke der Einsamkeit, 1986.
- Das Leben als schöne Kunst. Kreuz-Verlag, Zürich 1988, ISBN 978-3-268-00056-2.
- Reise durch das Tauwetter – Když nastala obleva, Hg. von Haimo L. Handl, mit einem Nachwort von Heide Breuer, Übersetzung aus dem Deutschen ins Tschechische von Helena Tesarikova. Illustrationen von Robert Petschinka. Driesch Verlag, Drösing 2013, ISBN 978-3-902787-07-1.

## Als Herausgeber
- Das große österreichische Weinlexikon. Molden Verlag, Wien 1978, ISBN 3-217-00819-7.